# Lista de monarhi ai Regatului Aragonului

Blazonul Aragonului.

Aceasta este o listă a conducătorilor Aragonului, acum o regiune din nord-estul Spaniei. Regatul Aragonului a inclus comunitatie autonome de astăzi de Aragon. Regii de mai târziu au condus, de asemenea, Principatul Cataloniei, Regatul Valenciei, Regatul de Mallorca, Regatul Siciliei, Regatul Sardinia și Corsica, precum și teritoriile vecine, în sudul Franței, inclusiv orașul Montpellier.

## Dinastia Jimenez(1035 – 1164)
Odată cu moartea lui Sancho al III-lea al Navarei, Aragonul a revenit fiului său Ramon, care l-a ridicat repede la un stat autonom.
| Nume                                                                    | Portret | Naștere                                                                                                 | Căsătorie                                                                                        | Deces                                    |
| ----------------------------------------------------------------------- | ------- | --- | ------------------------------------------------------------------------------------------------ | ---------------------------------------- |
| Ramiro I februarie 1035 – 8 mai 1063                                    | Aragon  | 1007 fiul lui Sancho al IIIlea al Navarei și Sancha de Aybar                                            | Ermesinda de Bigorre 22 august 1036 5 copii                                                      | 8 mai 1063 Graus                         |
| Sancho al V-lea (și rege al Navarei din 1076) 8 mai 1063 – 4 iunie 1094 | Aragon  | 1042 fiul lui Ramiro I al Aragonului și Ermesinda de Bigorre                                            | Isabela de Urgel 1065 1 copil Felicie de Roucy 1076 3 copii                                      | 4 iunie 1094 Huesca 48 de ani            |
| Petru I (și rege al Navarei) 4 iunie 1094 – 28 septembrie 1104          | Aragon  | 1068 fiul lui Sancho al V-lea al Aragonului si Navarei și Isabela de Urgel                              | Agnes de Aquitainia, Regina Aragonului și Navarei 1086 2 copii Bertha a Italilei 1097 fără copii | 28 septembrie 1104 Aran Valley 36 de ani |
| Alfonso I (și rege al Navarei) 28 septembrie 1104 – 8 septembrie 1134   | Aragon  | 1073 fiul lui Sancho al V-lea al Aragonului si Navarei și Felicia de Roucy                              | Urraca de Castilia 1109 fără copii                                                               | 8 septembrie 1134 Huesca 61 de ani       |
| Ramiro al II-lea 8 septembrie 1134 – 13 noiembrie 1137                  | Aragon  | 1075 fiul lui Sancho al V-lea al Aragonului si Navarei și Felicia de Roucy                              | Agnes de Aquitainia, Regina Aragonului 1 copil                                                   | 16 august 1157 Huesca 82 de ani          |
| Petronilla 13 noiembrie 1137 – 18 iulie 1164                            | Aragon  | 29 iulie 1136 Huesca fiica lui Ramiro al II-lea al Aragonului și Agnes de Aquitainia, Regina Aragonului | Ramon Berenguer al IV-lea, Conte de Barcelona 11 august 1137 5 copii                             | 16 octombrie 1174 Barcelona 38 de ani    |

## Casa de Aragon și Barcelona (1164 – 1410)
| Nume                                                  | Portret     | Naștere                                                                                         | Căsătorie | Deces                                             |
| ----------------------------------------------------- | ----------- | ----------------------------------------------------------------------------------------------- | --- | ------------------------------------------------- |
| Alfonso al II-lea 18 iulie 1164 – 25 aprilie 1196     | Aragon      | 1157 Huesca fiul lui Ramon Berenguer al IV-lea, Conte de Barcelona și Petronilla I a Aragonului | Sancha a Castiliei, Regina Aragonului 7 copii | 25 aprilie 1196 Perpignan 44 de ani               |
| Petru al II-lea 25 aprilie 1196 – 13 septembrie 1213  | Aragon      | 1178 Huesca fiul lui Alfonso al II-lea al Aragonului și Sancha a Castiliei, Regina Aragonului   | Maria de Montpellier 15 iunie 1204 2 copii | 12 septembrie 1213 Bătălia de la Muret 35 de ani  |
| James I 13 septembrie 1213 – 27 iulie 1276            | James I     | 2 februarie 1208 Montpellier fiul lui Petru al II-lea al Aragonului și Maria de Montpellier     | Eleanora a Castiliei 1221 1 copil Violant de Ungaria 1235 10 copii Teresa Gil de Vidaure 2 copii                                                                                         | 27 iulie 1276 Valencia 68 de ani                  |
| Petru al III-lea 27 iulie 1276 – 2 noiembrie 1285     | Peter III   | 1240 Valencia fiul lui James I al Aragonului și Violant de Ungaria                              | Constance de Sicilia 13 iunie 1262 6 copii | 2 noiembrie 1285 Vilafranca del Penedès 45 de ani |
| Alfonso al III-lea 2 noiembrie 1285 – 18 iunie 1291   | Alfonso III | 1265 Valencia fiul lui Petru al III-lea al Aragonului și Constance de Sicilia                   | Eleanora a Angliei 15 august 1290 fără copii | 18 iunie 1291 Barcelona 27 de ani                 |
| James al II-lea 18 iunie 1291 – 2 noiembrie 1327      | James II    | 10 august 1267 Valencia fiul lui Petru al III-lea al Aragonului și Constance de Sicilia         | Isabela a Castiliei 1 decembrie 1291 fără copii Blanche of Anjou 29 octombrie 1295 10 copii Maria de Lusignan 15 iunie 1315 fără copii Elisenda de Montcada 25 decembrie 1322 fără copii | 5 noiembrie 1327 Barcelona 60 de ani              |
| Alfonso al IV-lea 2 noiembrie 1327 – 24 ianuarie 1336 | Alfonso IV  | 1299 Napoli fiul lui James al II-lea al Aragonului și Blanche de Anjou                          | Teresa d'Entença 1314 7 copii Eleanora de Castilia 2 copii | 27 ianuarie 1336 Barcelona 37 de ani              |
| Petru al IV-lea 24 ianuarie 1336 – 5 ianuarie 1387    | Peter IV    | 5 octombrie 1319 Balaguer fiul lui Alfonso al IV-lea al Aragonului și Teresa d'Entença          | Maria de Navara 1338 2 copii Leonor a Portugaliei 1347 fără copii Eleanora de Sicilia 4 copii                                                                                            | 5 ianuarie 1387 Barcelona 68 de ani               |
| Ioan I 5 ianuarie 1387 – 19 mai 1396                  | John I      | 27 decembrie 1350 Perpignan fiul lui Petru al IV-lea al Aragonului și Eleanora de Sicilia       | Martha de Armagnac 1 copil Yolande de Bar 3 copii | 19 mai 1396 Foixà 46 de ani                       |
| Martin I 19 mai 1396 – 31 mai 1410                    | Martin I    | 1356 Girona fiul lui Petru al IV-lea al Aragonului și Eleanora de Sicilia                       | Maria de Luna 13 iunie 1372 4 copii Margareta de Prades 1409 fără copii | 31 mai 1410 Barcelona 54 de ani                   |

Martin a fost descendentul direct al lui Wilferd I, Contele de Barcelona și a murit fără moștenitori.
- interregnum 31 mai 1410 - 24 iunie 1412

## Casa de Trastamara(1412 - 1516)
În timp ce această dinastie este menționată uneori ca fiind aragneză, de fapt, ei nu au făcut parte din Casa de Aragon al dinastiei precedente, ci a Casei de Trastamara care a condus anterior Castilia.
| Nume                                                    | Portret      | Naștere                                                                                       | Căsătorie                                                                         | Deces                                  |
| ------------------------------------------------------- | ------------ | --------------------------------------------------------------------------------------------- | --------------------------------------------------------------------------------- | -------------------------------------- |
| Ferdinand I 24 iunie 1412 – 2 aprilie 1416              | Ferdinand I  | 27 noiembrie 1380 Medina del Campo fiul lui Ioan I al Castiliei și Eleanora de Aragon         | Eleanora de Alburquerque 1394 8 copii                                             | 2 aprilie 1416 Igualada 36 de ani      |
| Alfonso al V-lea 2 aprilie 1416 – 27 iunie 1458         | Alfonso V    | 1396 Medina del Campo fiul lui Ferdinand I al Aragonului și Eleanora de Alburquerque          | Maria a Castiliei 1415 fără copii                                                 | 27 iunie 1458 Napoli 52 de ani         |
| Ioan al II-lea 27 iunie 1458 – 19 ianuarie 1479         | John II      | 29 iunie 1397 Medina del Campo fiul lui Ferdinand I al Aragonului și Eleanora de Alburquerque | Blanche I a Navarei 6 noiembrie 1419 4 copii Juana Enríquez 2 copii               | 20 ianuarie 1479 Barcelona 81 de ani   |
| Ferdinand al II-lea 19 ianuarie 1479 – 23 ianuarie 1516 | Ferdinand II | 10 martie 1452 fiul lui Ioan al II-lea și Juana Enriquez                                      | Isabella I a Castiliei 19 octombrie 1469 5 copii Germaine de Foix 1505 fără copii | 23 ianuarie 1516 Madrigalejo 63 de ani |
| Ioana 23 ianuarie 1516 – 12 aprilie 1555                | Joanna       | 6 noiembrie 1479 fiica lui Ferdinand al II-lea și Isabella I a Castiliei                      | Filip I al Castiliei 20 octombrie 1496 6 copii                                    | 12 aprilie 1555 Tordesillas 75 de ani  |

În timpul Războiului Civil Catalan, au fost trei monarhi care au pretins tronul, însă asta nu includea și Regatul Valenciei.
| Nume                                                                    | Portret  | Naștere                                                                                     | Căsătorie                                                                               | Deces                                   |
| ----------------------------------------------------------------------- | -------- | ------------------------------------------------------------------------------------------- | --------------------------------------------------------------------------------------- | --------------------------------------- |
| Henric al IV-lea al Castiliei (pretendent) Casa de Trastamara 1462–1463 | Henry IV | 5 ianuarie 1425 Valladolid fiul lui Ioan al II-lea al Castiliei și Maria de Aragon          | Ioana a Portugaliei 1455 1 copil                                                        | 11 decembrie 1474 Madrid 49 de ani      |
| Petru al V-lea al Aragonului (pretendent) Casa de Aviz 1463–1466        | Peter V  | 1429 fiul lui Petru, Duce de Coimbra și Isabela de Urgell                                   | necăsătorit                                                                             | 1466 Granollers 37 de ani               |
| René de Anjou (pretendent) Casa de Valois-Anjou 1466–1472               | René     | 16 ianuarie 1409 Château d'Angers fiul lui Ludovic al II-lea de Napoli și Yolande de Aragon | Isabele, Ducesa de Lorraine 1420 10 copii Jeanne de Laval 10 septembrie 1454 fără copii | 10 iulie 1480 Aix-en-Provence 71 de ani |

## Casa de Habsburg(1516 - 1700)
| Nume                                                  | Portret    | Naștere                                                                     | Căsătorie | Deces                               |
| ----------------------------------------------------- | ---------- | --------------------------------------------------------------------------- | --- | ----------------------------------- |
| Carol Quintul 23 ianuarie 1516 – 16 ianuarie 1556     | Charles IV | 24 februarie 1500 Gent fiul lui Filip I al Castilia și Juana de Castilia    | Isabela a Portugaliei 10 martie 1526 3 copii                                                                                           | 21 septembrie 1558 Yuste 58 de ani  |
| Filip al II-lea 16 ianuarie 1556 – 13 septembrie 1598 | Philip I   | 21 mai 1527 Valladolid fiul lui Carol Quintul și Isabela a Portugaliei      | Maria de Portugalia 1543 1 copil Maria I a Angliei 1554 fără copii Elisabeta de Valois 1559 2 copii Anna de Austria 4 mai 1570 5 copii | 13 septembrie 1598 Madrid 71 de ani |
| Filip al III-lea 13 septembrie 1598 – 31 martie 1621  | Philip II  | 14 aprilie 1578 Madrid fiul lui Filip al II-lea și Anna de Austria          | Margareta de Austria 18 aprilie 1599 5 copil                                                                                           | 31 martie 1621 Madrid 42 de ani     |
| FIlip al IV-lea 31 martie 1621 – 17 septembrie 1665   | Philip III | 8 aprilie 1605 Valladolid fiul lui Filip al III-lea și Margareta de Austria | Elisabeta de Bourbon 1615 7 copii Mariana de Austria 1649 5 copii                                                                      | 17 septembrie 1665 Madrid 60 de ani |
| Carol la II-lea 17 septembrie 1665 – 1 noiembrie 1700 | Charles II | 6 noiembrie 1661 Madrid fiul lui FIlip al IV-lea și Mariana de Austria      | Marie Louise d'Orléans 19 noiembrie 1679 fără copii Maria Anna de Neuburg 14 mai 1690 fără copii                                       | 1 noiembrie 1700 Madrid 38 de ani   |

Aragon în sine a rămas loial lui Filip al IV-lea în timpul Războiului Catalan în timp ce Catalonia a trecut în alianță cu Ludovic al XIII-lea și Ludovic al XIV-lea al Franței. Portugalia s-a separat în 1640. Carol al II-lea a murit fără moștenitori.

## Casa de Bourbon(1700 - 1705)
| Nume                                   | Portret   | Naștere | Căsătorie                                                                                   | Deces                         |
| -------------------------------------- | --------- | --- | ------------------------------------------------------------------------------------------- | ----------------------------- |
| Filip al V-lea 1 noiembrie 1700 – 1705 | Philip IV | 19 decembrie 1683 Palatul Versailles fiul lui Ludovic, Delfin al Franței și Maria Anna Victoria de Bavaria | Maria Luisa de Savoia 2 noiembrie 1701 4 copii Elisabeta de Parma 24 decembrie 1714 7 copii | 9 iulie 1746 Madrid 62 de ani |

## Casa de Habsburg(1705 – 1714)
| Nume                      | Portret    | Naștere                                                                                             | Căsătorie                                                          | Deces                             |
| ------------------------- | ---------- | --------------------------------------------------------------------------------------------------- | ------------------------------------------------------------------ | --------------------------------- |
| Carol al VI-lea 1705–1714 | Charles VI | 1 October 1685 Viena fiul lui Leopold I al Sfântului Imperiu Roman și Eleonore-Magdalena de Neuburg | Elisabeta Cristina de Brunswick-Wolfenbüttel 1 august 1708 4 copii | 20 octombrie 1740 Viena 55 de ani |

În timpul războiului (oficial în 1707), Filip de Anjou, primul Bourbon al Imperiului în Spania, a desființat Coroana Aragonului. După acest moment, nu mai există monarhi aragonezi. Cu toate acestea, monarhii spanioli până la Isabela a II-a, însă au folosit o parte din nomenclatura tradițională a Coroanei Aragonului în documentele oficiale: Regele / Regina din Castilia, Leon, Aragon, cele două Sicilii , Ierusalim, Navarra, Granada, Toledo, Valencia, Galicia, Majorca, Sevilla, Sardinia, Cordova, Corsica, Murcia, Jaen, Algarve, Algeciras, Gibraltar, Insulele Canare, India de Est și de Vest, Arhiduce de Austria, duce de Burgundia, Brabant, Milano, Contele de Habsburg, Flandra, Tirol, Barcelona, Doamne Biscaya, Molina.